# Sesbania hepperi
Espèce
Synonymes
- Sesbania arabica sensu Hepper[1]

Sesbania hepperi est une espèce de plantes à fleurs de la famille des Fabaceae et du genre Sesbania, présente en Afrique tropicale.
Son épithète spécifique hepperi rend hommage au botaniste britannique Frank Nigel Hepper, spécialiste de la flore tropicale d'Afrique de l'Ouest.